# Huecahuasco
Huecahuasco är en ort i Mexiko.   Den ligger i kommunen Ocuituco och delstaten Morelos, i den sydöstra delen av landet, 70 km sydost om huvudstaden Mexico City. Huecahuasco ligger 2 095 meter över havet och antalet invånare är 1 785.
Terrängen runt Huecahuasco är lite bergig. Runt Huecahuasco är det ganska tätbefolkat, med 199 invånare per kvadratkilometer. Närmaste större samhälle är Ozumba de Alzate, 11,2 km norr om Huecahuasco. Omgivningarna runt Huecahuasco är en mosaik av jordbruksmark och naturlig växtlighet.